# 中土大陸戰役列表
英國作家J·R·R·托爾金的中土大陸奇幻作品描述了許多發生在阿門洲、貝爾蘭、努曼諾爾及中土大陸的戰役。這些戰役均與他的多部作品如《哈比人歷險記》、《魔戒》、《精靈寶鑽》及其他托爾金去世後才出版的、由其子克里斯托夫·托爾金編輯的書籍。
以下列表是根據戰役所發生的虛構年代順序排列。

## 第一紀元

### 澳闊隆迪親族相殘
發生在澳闊隆迪的親族相殘在《精靈寶鑽》內有所記載。費諾領導的諾多精靈與同屬精靈的帖勒瑞精靈爆發戰鬥。
費諾帶領諾多精靈離開維林諾，向魔苟斯報復精靈寶鑽項鍊被盜及其父芬威的殺父之仇，有違神聖維拉的意願。前往中土大陸只能利用水路，費諾及他的兒子們率領大軍來到澳闊隆迪，並向帖勒瑞精靈請求使用他們的船隻，但帖勒瑞精靈不願意違逆維拉的意願，因此拒絕提供援助。諾多精靈遂強行霸佔船隻，並把船駛走。這次衝突佷快便演變成激戰。雖然帖勒瑞精靈輕裝作戰，但仍能保持均勢，直至芬鞏率領第二支諾多精靈，包括一些芬國昐的子民抵達，他們以為維拉讓帖勒瑞精靈攻擊諾多精靈，於是加入戰團。
最終，許多帖勒瑞精靈被殺，船隻被搶走。許多被搶走的船隻被海浪摧毀，並導致曼督斯的詛咒。
《精靈寶鑽》記載，費諾眾子搶掠多瑞亞斯、殺死迪歐的事件被視為二次親族相殘，而愛爾溫在西瑞安河口被費諾眾子襲擊則是三次親族相殘。作為曼威傳令官的伊昂威將事件報告，因為費諾眾子的邪惡行徑違背了對精靈寶鑽的承諾。第三紀元剛鐸發生的內戰王族鬥爭有時亦稱為親族相殘。
這事件出現在托爾金最早有關中土大陸的著作《失落的傳說》。在最早的版本裡，諾多精靈只盜用帖勒瑞精靈的船隻，及後才發展出戰爭的情節。澳闊隆迪在最初被稱為「古比斯澳確倫坦」（Kopas Alqalunten）。

### 貝爾蘭戰爭
貝爾蘭的精靈與魔苟斯勢力的戰爭統稱為貝爾蘭戰爭，在此後，精靈寶鑽從此消失。
諾多精靈尚未抵達貝爾蘭時，第一次貝爾蘭會戰爆發，由辛達精靈及綠精靈聯手對抗魔苟斯。
第二戰是努因吉利雅斯戰役，又稱星光下的戰役，費諾及他的七個兒子率領諾多精靈作戰，諾多精靈雖勝，但費諾戰死。
第三戰是阿格烈瑞伯戰役，或稱光榮戰役，導致安格班之圍的發生。
第四戰是班戈拉赫戰役，又稱瞬間烈炎之戰，安格班之圍被破，芬國昐戰死。
第五戰是尼南斯·阿農迪亞德戰役，又稱無盡的眼淚，諾多精靈大敗。
多年後的淌哈拉德谷戰役，格勞龍率領的安格班軍隊擊敗以歐洛隹斯及圖林為首的納國斯隆德精靈，納國斯隆德淪陷。
貝爾蘭的最終一役稱為憤怒之戰，第一紀元結束，貝爾蘭因維拉的憤怒被毀，導致陸沉。

## 第二紀元

### 精靈與索倫之戰爭
精靈與索倫之戰爭是第二紀元的大戰，這是中土大陸其中一場大戰，有時被稱為入侵伊利雅德。戰爭起因是至尊魔戒的鑄造。
精靈與索倫之戰爭在第二紀元1693年爆發，大約是索倫利用諾多精靈在伊瑞詹的鐵匠秘密鑄造至尊魔戒駕馭其他力量之戒後的一百年。當索倫戴上至尊魔戒後，伊瑞詹的統治者凱勒布理鵬知道精靈被背叛，於是反抗索倫的影響力。索倫除下他的假面具後，要精靈交出所有伊瑞詹鑄造的戒指，精靈只得應允，卻隱藏了精靈三戒。凱勒布理鵬將精靈三戒分別轉移到吉爾加拉德及凱蘭崔爾手上，這時索倫正舉軍入侵伊利雅德。
索倫入侵的消息傳到林頓的最高君王吉爾加拉德那處，他開始召集軍隊，準備開戰，並向努曼諾爾的國王塔爾-明那斯特求援，國王同意支援，但援軍卻延遲抵達。
第二紀元1695年，索倫到達伊瑞詹，其前鋒部隊被凱勒鵬擊敗（此時，凱蘭崔蘭經摩瑞亞抵達羅斯洛立安，而她的丈夫凱勒鵬卻不願意走經矮人的領地）。吉爾加拉德則派遣愛隆往伊瑞詹，然而數目龐大的索倫軍隊使愛隆無法進入伊瑞詹。第二紀元1697年，凱勒布理鵬嘗試在奧斯特恩艾特希爾作最後的防線，該處是伊瑞詹主要的要塞，凱勒布理鵬最終兵敗被擒。凱勒布理鵬在苦痛的拷問下透露了矮人七戒及人類九戒的下落，卻對棈靈三戒絕口不提，索倫下令殺死他。索倫在伊瑞詹奪取了人類九戒，至於凱勒布理鵬有沒有交出矮人七戒則不明。
愛隆、凱勒鵬及伊瑞詹的敗兵會合，他們幾乎被索倫的追兵壓倒，但索倫的後軍突然遭到摩瑞亞的矮人及羅瑞安的精靈攻擊。索倫停止了進攻步伐，擊退了矮人，但凱薩督姆卻關閉了。自此，索倫對矮人懷恨在心，命令半獸人要不斷侵襲矮人。愛隆得以往北逃脫，建立伊姆拉崔。
索倫的軍隊繼續前進，小股的人類和精靈都被殲滅。第二紀元1699年，索倫已控制整個伊利雅德。伊姆拉崔被包圍，林頓也被孤立。索倫推斷精靈三戒在吉爾加拉德手上，於是派遣主力進攻林頓，另一些則繼續圍堵伊姆拉崔。
翌年，塔爾-明那斯特派遣的努曼諾爾大軍在林頓的關絲洛河上的塔巴德登陸。努曼諾爾援軍的抵達時間相當關鍵，此時吉爾加拉德及瑟丹正在拼命守住米斯龍德。努曼諾爾援軍的抵達逆轉了戰況，大敗索倫軍隊，索倫只得撤退，並在烈酒河再次大敗。努曼諾爾司令官薩雅圖（Ciryatur）領軍南下至隆得戴爾，追擊索倫後軍。經過關絲洛河戰役後，索倫已不能再戰，陪同他逃亡的只有護衛。圍堵伊姆拉崔的軍隊被聯軍殲滅。戰事於第二紀元1701年終結，但伊瑞詹被毀，伊利雅德被戰火摧殘。
當索倫發動戰事時，他的軍事力量正處於顛峰。精靈與索倫之戰爭是索倫唯一一次能短期控制大部分中土大陸。不過，精靈的實力仍足以抵抗他，索倫軍隊也不是精銳努曼諾爾人的對手。努曼諾爾援軍回國，更多的精靈留在中土大陸，而索倫的軍隊遭到嚴重打擊，使索倫在一段時間內無法離開魔多。為了重整勢力，索倫決定不再直接對抗努曼諾爾，只攻擊中土大陸。
一千五百年後，索倫實現他的復仇，他腐化努曼諾爾國王亞爾-法拉松，導致努曼諾爾淪亡。一些努曼諾爾人僥倖逃生，並在中土建立亞爾諾及剛鐸兩個王國，剛鐸相當接近魔多。與此同時，吉爾加拉德的勢力已擴展至巨綠森，甚至魔多。索倫為了防止兩個王國合一，開始發動攻擊，但他的力量仍未完全恢復，並且低估了努曼諾爾流亡者及精靈的實力。他向剛鐸發動的襲擊導致精靈及人類最後同盟的成立，推翻了他。
第三紀元索倫捲土重來之時，其力量較之前為弱，因為他失去了至尊魔戒，但由於人類及精靈的人口急促下降，索倫仍處於強勢。相對地，索倫的力量在第三紀元時比第二紀元更強大。接近第三紀元末，正在《魔戒首部曲：魔戒再現》所述，甘道夫告訴佛羅多，索倫需要重獲至尊魔戒，讓「大地再次被黑暗籠罩」，首次的「黑暗」可能是指索倫入侵伊利雅德，或者第一紀元的魔苟斯。
精靈與索倫之戰爭臨近結束時，位於關絲洛河流域上的伊寧威治及敏西力亞斯的巨大森林被完全破壞。自塔爾-阿達瑞安統治時期，努曼諾爾大量砍伐當地的樹木以供建造船隻，引起了當地人的憤怒。索倫遂聯合憎恨努曼諾爾的種族，焚毀樹木及儲木場。努曼諾爾人回以粗暴地砍伐樹木，沒有維護及重栽樹木。
1978年動畫版及2001年的電影《魔戒》均描述了至尊魔戒的鑄造，有關精靈與索倫之戰爭的部分卻略去不提，直接講其後的最後同盟戰役。

### 最後同盟戰役
最後同盟戰役是第二紀元末精靈及人類組成同盟以回應索倫企圖征服中土大陸的軍事衝突。最後同盟戰役包括達哥拉之戰及圍攻巴拉多。
在《魔戒》裡，愛隆曾以最後同盟戰役與第一紀元憤怒之戰當中的維林諾對魔苟斯作出比較，向佛羅多解釋：
「這又讓我回想起他們旗幟鮮明的樣子……我當時不禁想起了遠古時候貝爾蘭大軍的鮮衣怒馬，當時聚集了那麼多勇猛善戰的貴族和將領，但那還是比不上安戈洛墜姆被攻破時的戰陣氣勢，精靈們那時以為邪惡已經永遠被消滅，但其實並非如此。」
在精靈與索倫之戰爭，索倫與精靈及人類爭奪中土大陸及力量之戒的支配權。第二紀元1701年，索倫戰敗，撤出伊利雅德。精靈在這一戰亦損失慘重。在緊隨的一千五百年，索倫在東方擴展其勢力，努曼諾爾國勢強盛，甚至迫使索倫投降。3319年，索倫的陰謀得逞，使努曼諾爾在輝煌時期淪亡。努曼諾爾倖存的登丹人流亡中土大陸，並建立王國。
索倫對努曼諾爾流亡者所建立的王國亞爾諾及剛鐸感到擔憂，於是在第二紀元3429年向剛鐸發動進攻，在一次突襲裡攻佔米那斯伊希爾，剛鐸的安那瑞安奮力據守奧斯吉力亞斯。登丹人最高君王伊蘭迪爾、埃西鐸及安那瑞安的父親與諾多精靈最高君王吉爾加拉德組成同盟，發起大軍抗衡索倫。
吉爾加拉德率領來自林頓的精靈，伊蘭迪爾率領亞爾諾的人類在風雲頂建立要塞，大軍接著趕抵瑞文戴爾用約三年時間進行補給及作戰準備。3434年，大軍經最高隘口及紅角隘口越過迷霧山脈，摩瑞亞的矮人在此時加入。最後同盟渡橋橫過安都因河，會合以阿瑪蒂爾及歐瑞費爾為首的羅斯洛立安及巨綠森的西爾凡精靈，在東岸沿河南下，直至在進入魔多境內之前遭遇索倫軍隊。
埃西鐸的長子伊蘭都爾一直跟隨父親戰鬥，他的弟弟亞瑞坦及齊爾揚沒有參與核心的戰鬥，而是被派去收復米那斯伊希爾，索倫以該處為後方。
第二紀元3434年，最後同盟在達拉哥平原大戰數個月，擊敗敵軍。不過，西爾凡精靈不受吉爾加拉德的指揮，阿瑪蒂爾被孤立，並被趕入死亡沼澤，而歐瑞費爾在一次魯莽的進攻裡被殺。西爾凡精靈剩下三分之一兵力的統領權轉到歐瑞費爾的兒子瑟蘭督伊手上。最後同盟攻破黑門，圍攻索倫的要塞巴拉多。在死亡沼澤戰死戰士的外型在以後仍殘留在沼澤裡。咕嚕形容為：「那是場恐怖的大戰，高大的人類拿著長劍，還有恐怖的精靈，半獸人尖叫，他們在黑色的大門前奮戰了好幾個月。」
圍攻巴拉多長達七年，從巴拉多投擲出來的火球及投射物令最後同盟損失慘重。索倫亦派遣許多突擊小隊襲擊進攻的盟軍。安那瑞安被塔內投擲出來的石砸死，他那祖傳的米那斯提力斯王冠也毀壞了。
最後，索倫從塔裡出來，在末日火山附近親自迎戰，與盟軍指揮官吉爾加拉德及伊蘭迪爾撕鬥，吉爾加拉德及伊蘭迪爾也被殺，納希爾聖劍斷裂。伊蘭迪爾的兒子埃西鐸用納希爾聖劍的碎片把索倫那戴著至尊魔戒的手切斷，索倫肉身死亡。
喪失了至尊魔戒的力量，索倫的肉身也無法維持，他的靈魂在二千五百年內也無法再重塑肉身。最後同盟取得勝利，吉爾加拉德及伊蘭迪爾戰死，最後同盟隨之解散。
埃西鐸管有至尊魔戒，他在格拉頓平原遇襲喪生，至尊魔戒失落。因此，人類及精靈所作出的犠牲作不能徹底消滅索倫。最後同盟戰役削弱了林頓及亞爾諾的國力，結束了第二紀元，揭開了第三紀元的序幕。
彼得·傑克遜執導的電影《魔戒首部曲：魔戒再現》裡並不包含最後同盟戰役的詳情，只顯示最後在末日火山的部分。吉爾加拉德只在電影裡短暫出現，他的戰死也沒有展示，戰役裡亦看不到矮人的身影；索倫以釘頭鎚擊殺伊蘭迪爾時，納希爾聖劍被索倫用腿踏斷成許多碎片，而不是原著裡的斷成兩截；埃西鐸把索倫手上的手指幾乎全部斬斷，而不是原著裡的僅斬斷一隻手指。安那瑞安及瑟丹完全被省略掉。

## 第三紀元

### 格拉頓平原之戰
格拉頓平原之戰又稱格拉頓平原災難是第三紀元2年發生在巨綠森附近的一次短暫軍事衝突。
最後同盟之戰結束後，埃西鐸在返回亞爾諾之前在剛鐸逗留了兩年，以重整王國以及教導即將成為剛鐸國王的侄子梅蘭迪爾。埃西鐸將他的軍隊先遣回國，只留下了二百人。埃西鐸離開剛鐸返國，他留下了他的幼子，預期在四十日內抵達瑞文戴爾。
太陽落下之時，埃西鐸的軍隊開始紮營，一支半獸人突然從樹林裡冒出，突襲埃西鐸的軍隊。半獸人在數量上佔有絕對優勢，埃西鐸將父親的納希爾聖劍交給侍從歐塔保管，命他逃往瑞文戴爾。數月後，歐塔抵達愛隆所在的山谷。
埃西鐸及其軍隊可以以優越的兵法及精良裝備輕易擊退半獸人。雖然埃西鐸預料半獸人只會派出探子，因為半獸人通常不會跟埃西鐸較為強勁的登丹人軍隊正面蠻幹，但埃西鐸十分謹慎，將軍隊移至河岸。不過，至尊魔戒急於擺脫埃西鐸，於是向半獸人求援。
半獸人發動進攻，以全軍出擊的姿態包圍登丹人。雖然登丹人弓兵殺傷了不少半獸人，但對半獸人來說損傷實屬輕微，日落西山更為有利半獸人。半獸人以喇叭為令發動攻勢，但被登丹人精良的武備所遏止。半獸人暫時撤後，然後又再次進攻，這一次，每兩個或以上的半獸人盯死一名登丹人攻擊，登丹人的死傷擴大，埃西鐸也失去了兩個兒子。
平均來說，半獸人每殺死一名登丹人便會損失五人，但半獸人能夠承受這種程度的損失。埃西鐸及伊蘭都爾重整陣型，伊蘭都爾讓父親逃亡，他自己卻力戰而亡。所有的登丹人也戰死了，除了伊蘭都爾的隨從伊斯泰莫，他被棍棒擊昏，並被其他屍體壓著。
埃西鐸來到安都因河，並缷下武器裝備，然後戴上至尊魔戒游往對岸，卻被一名半獸人弓兵射穿喉嚨死亡，至尊魔戒掉入河裡。
巨綠森的統治者瑟蘭督伊得到消息後，馬上率領援軍趕來，希望能夠搶救登丹人，但他們只能阻止半獸人褻瀆登丹人的屍體而已。

### 王族鬥爭
王族鬥爭是剛鐸國內一場災難性的內戰。
由政治動蕩所產生的內亂自剛鐸國王羅曼達希爾二世的皇太子瓦拉卡迎娶羅馬尼安的一名北方人女子維都馬維（Vidumavi）開始醞釀。他們育有一個兒子艾爾達卡，許多具有努曼諾爾血統的剛鐸人不滿這位王位繼承人混有異族血統。當艾爾達卡日漸長大後，剛鐸的一些沿海地區造反。
第三紀元1432年，艾爾達卡繼承王位，政局由不穩惡化到暴動。許多剛鐸人都認為混血兒艾爾達卡無權統治剛鐸，當中包括艾爾達卡的遠親卡斯塔馬。第三紀元1437年，卡斯塔馬篡位為王，艾爾達卡被迫流亡。在暴動中，奧斯吉力亞斯被縱火焚毀，星晨之穹（Dome of Stars）被破壞，保管在奧斯吉力亞斯的一顆真知晶球也下落不明。卡斯塔馬還殺了艾爾達卡的兒子奧奈第爾（Ornendil），艾爾達卡投靠在羅馬尼安的親人。
第三紀元1447年，剛鐸發生反抗卡斯塔馬粗暴統治的叛亂，艾爾達卡趁機率領羅馬尼安軍隊返國，許多登丹人也加入了艾爾達卡的陣營，艾爾達卡在依魯依渡口之斬殺了卡斯塔馬，但卡斯塔馬的兒子們及其支持者逃到昂巴。由於逃亡者把船隻都帶走了，艾爾達卡無法追擊他們。
自此，昂巴脫離剛鐸將近四百年，並樹立了新的敵人昂巴海盜，他們是卡斯塔馬的親屬。許多擁有純正努曼諾爾血統的剛鐸人在內亂當中被殺，令剛鐸國力弱化。
王室鬥爭時期，中土大陸同時爆發大瘟疫，這是剛鐸放棄魔多境內據點的主因，導致剛鐸國勢下滑。

### 營地之戰
營地之戰記述在《精靈寶鑽》、《魔戒》附錄及《未完成的故事》裡，營地之戰是指剛鐸與東方人的最終一戰。
第三紀元1945年，來自東方的人族與哈拉德林人結成戰車民聯盟，對伊西力安發動進攻。東方人類從北面進攻伊西力安，哈拉德林人則渡過波羅斯河侵襲南伊西力安。
東方人類遭遇並擊潰由剛鐸國王昂多赫及王子阿塔墨和法拉墨率領的剛鐸軍隊。這一戰東方人類完勝，剛鐸在他們面前似乎不堪一擊。東方人類在北伊西力安停止進攻，慶祝他們的勝利。
而東方人類的盟友在南方卻遇上較大的阻力。剛鐸領袖埃阿尼爾率領相對較少的南方軍隊擊敗哈拉德林人，在南伊西力安消滅敵軍，埃阿尼爾接著轉向北面機動。
沉醉在勝利喜悅當中的東方人類突然發覺戰況逆轉，埃阿尼爾收集昂多赫的敗軍以收復失地。猝不及防的東方人被埃阿尼爾突擊，並且被趕入死亡沼澤。東方人自此對剛鐸感到畏懼，再也不敢貿然進犯。
昂多赫及他的兒子們都戰死了，沒有子嗣繼承王位，攝政王佩蘭多選埃阿尼爾為王。最終，埃阿尼爾的功績及在攝政王的影響下，他被選舉剛鐸國王。埃阿尼爾是剛鐸國王特路美泰·昂巴達希爾的直系男性子裔，他是皇室成員，但不是長子嫡孫，因為他的太爺阿色亞斯是羅曼達希爾二世的弟弟。
《未完成的故事》的章節「西瑞安和伊歐」裡對東方人類最初入侵剛鐸有較詳盡的描述，說明東方人曾經兩度嘗試入侵剛鐸。在這兩場的戰爭裡，伊歐西歐德（北方人）都與剛鐸聯成一線，這時還遠早於西瑞安和伊歐訂立誓言。
東方人類首次入侵剛鐸時，那曼希爾一世戰死，他的兒子卡力美塔（昂多赫的父親）在四十年後重整旗鼓，在達哥拉反擊東方人。在戰事白熱化時，伊歐西歐德的精銳騎兵從側面攻擊東方人類且後者敗潰。卡力美塔的軍隊折損了三分之一而鳴金收兵。伊歐西歐德的騎兵追擊敗逃的東方人類，令後者的損傷擴大。伊歐西歐德與東方人類之間也有罅隙，東方人在入侵剛鐸之前曾經虜奪伊歐西歐德的居所。當卡力美塔跟東方人類作戰的同時，一些北方人的俘虜也奮起反抗，但他們大多都是兒童和老人，在對抗東方人時承受很大的損失。
東方人類二次入侵剛鐸，昂多赫戰死，埃阿尼爾消滅了入侵的東方人類。儘管剛鐸起兵迎擊，並分兵應付哈拉德林人從南方的攻擊，昂多赫仍低估了東方人類的攻擊指揮能力，結果昂多赫及他的兒子阿塔墨被殺。東方人類沒有預期的勝利亦是他們失敗的原因。昂多赫的外甥米諾陶（Minohtar）整合敗軍，阻止了東方人類在境內進行大規模破壞。剛鐸的形勢稍為好轉，敗軍與伊歐西歐德會合。米諾陶向米那斯提力斯傳達命令，宣布法拉墨為王，但伊歐西歐德的領袖稱法拉墨經已戰死。法拉墨原先被命令留在城內主理政務，他卻偽裝出城參戰，結果戰死，伊歐西歐德人在他的遺體上找到王子的符記。戰爭進入第十三天，剛鐸無法遏止東方人類進入伊西力安，米諾陶被弓箭射死，剛鐸人將他的遺體帶走，東方人類停止進軍並舉行慶典。
但東方人類意想不到，埃阿尼爾率軍打敗了南方的東方人軍隊，率領軍隊北援國王，但卻來遲一步。埃阿尼爾發動奇襲，東方人類在毫無防備之下被打敗，埃阿尼爾焚燬了他們的駐地，將他們趕進死亡沼澤之中。東方人類死傷慘重已無力再次攻擊剛鐸，剛鐸危機解除。

### 佛諾斯特戰役
佛諾斯特戰役以邪惡的安格馬王國淪亡為結束。
佛諾斯特戰役於第三紀元1975年爆發，以剛鐸王子埃阿努爾為首的聯軍對抗安格馬巫王的安格馬王國。
雖然戰爭以安格馬王國滅亡為結束，但這次勝利對亞爾諾來說太遲了（亞爾諾的最後一個殘存的王國雅西頓在1974年之前已被征服，末代國王亞帆都在逃亡時於福羅契爾冰封灣淹死）。
該戰爭以雅西頓的首都佛諾斯特命名，戰事在佛諾斯特附近的平原爆發。剛鐸的陣營裡還有來自羅馬尼安的人類、林頓的精靈、亞爾諾的流亡者（包括亞拉那斯）以及據哈比人所說的一些來自夏爾的弓箭手。
安格馬向西行軍，而埃阿努爾的剛鐸騎兵則進入伊凡丁丘陵，準備進行伏擊。當剛鐸的主力軍隊遇上敵人時，剛鐸騎兵突擊安格馬的後軍，安格馬軍大敗。安格馬巫王向東逃竄，埃阿努爾緊隨其後，但座騎不願意靠近安格馬巫王。葛羅芬戴爾也攻擊安格馬巫王，安格馬巫王不敢接戰，在北面失去蹤影。葛羅芬戴爾預言安格馬巫王不會死於「男子之手」。
北方從安格馬王國的陰影裡解放出來，但亞爾諾再也不復在，亞爾諾的子民變成北方遊俠。

### 凱勒布蘭特平原之戰
凱勒布蘭特平原之戰是在凱勒布蘭特平原爆發的一場激戰，開創洛汗王國的建立。
第三紀元2510年，一支凶勇的東方人畢額丘斯人對國力衰弱的剛鐸開戰，佔領了剛鐸北部的大部分地區。剛鐸在安都因河以東沒有盟友，於是將希望寄託在三對前往忠實盟友伊歐西歐德求援的使者。
畢額丘斯人在第三紀元2510年橫過安都因河，進入剛鐸北部卡蘭納宏的平原。他們在這裡沒有遇上很大的阻力，因為第三紀元1636年爆發的大瘟疫使這裡的人口銳減，而剛鐸北部的軍隊在卡蘭納宏的南邊，大部分畢額丘斯人都得以掠過卡蘭納宏。剛鐸北部的軍隊進行反擊，但被擊敗，退到林萊河以北的凱勒布蘭特平原，被後來的畢額丘斯人援軍切斷補給。時，剛鐸的南方軍隊投入戰爭，北方軍隊卻遭到趁機從迷霧山脈出擊的半獸人襲擊，北方軍隊的後方是河流，後無退路。
伊歐率領的援軍突然抵達，這出乎盟友及敵人的意料之外。伊歐收到唯一一位安全抵達伊歐西歐德的使者博隆迪爾的求援，遂領軍南下。
伊歐西歐德的援軍從安都因河的淺水處渡河，攻擊畢額丘斯人的後軍。畢額丘斯人大敗，被困的剛鐸軍隊獲救。援軍進入剛鐸北部，分兵殲滅在卡蘭納宏境內的所有畢額丘斯人。
戰事結束後，剛鐸攝政王西瑞安將卡蘭納宏送給伊歐西歐德，以示謝意。西瑞安及伊歐在哈力費理安作出永久性的盟誓。 伊歐西歐德人建立洛汗王國。

### 綠原之戰
綠原之戰發生在第三紀元2747年的夏爾北法辛。一股來自迷霧山脈、由高耳夫裘帶領的半獸人遭遇以吼牛·圖克為首的哈比人。高耳夫裘戰死，半獸人敗走。一些軼聞指高耳夫裘被吼牛一棍打斷頭顱，首級滾入一個兔洞，於是發明了高爾夫球。魔戒聖戰發生在綠原之戰的250年以後。

### 矮人與半獸人之戰爭
矮人與半獸人之戰爭是矮人與半獸人兩個種族之間的一場大戰。戰爭詳情主要見於《魔戒》附錄一及《中土世界的歷史》第十二部。
第三紀元2790年，都靈的後裔、年邁的矮人國王索爾進入摩瑞亞，被半獸人阿索格所殺。殺死索爾的不只是阿索格一人，但阿索格在索爾嚴重受創的首級上烙上他的名字，身體則被剁碎，然後用以餵食烏鴉。阿索格很喜歡這樣做，他不但不許矮人取回索爾的首級，還姿意嘲弄，把錢袋丟到首級那裡。
第三紀元2790至2793年，都靈部落召集軍隊，並邀請其他矮人部落協助，以回應半獸人的行徑。第三紀元2793年，矮人聯軍自迷霧山脈的極北山峰剛達巴山開始，至南端的馬西德拉斯峰逐一洗劫半獸人的據點。
戰事大都在地下進行，在迷霧山脈的礦坑和隧道裡。矮人擅長在地下作戰，他們也不想其他自由子民插手這次戰爭。據說戰爭非常殘酷，雙方也痛下殺手。由於矮人作戰英勇，他們的武器精良，並帶著強烈的怒火，在戰爭裡處於上風。
第三紀元2799年是戰爭的高潮部分，最終一役在摩瑞亞以東一處山谷爆發，矮人稱為南都西理安之戰。據說這一戰令「半獸人聞之喪膽，矮人聽之淚流」。矮人在這一役初頭稍處下風，因為半獸人在高地的有利位置，加上冬季天色較陰沉，對討厭陽光的半獸人有利。葛爾的兒子耐恩率領來自鐵丘陵的最後一支生力軍來援，使戰況逆轉。阿索格被耐恩的兒子丹恩所殺，首級被懸在槍尖上，嘴巴裡塞著一個錢袋。半獸人損失慘重，約一萬名半獸人死於此戰，剩餘的半獸人潰逃。
戰事結束後，索爾的兒子索恩二世想一舉收復摩瑞亞，一些非都靈部落的矮人拒絕進入摩瑞亞，他們認為他們已為都靈而戰鬥，這已經足夠了。只靠都靈部落的兵力不足以進入摩瑞亞，而且一些矮人仍對摩瑞亞的炎魔心存畏懼。
戰事也令矮人付出沉重的代價，參戰的矮人超過一半戰死。耐恩、索恩二世的次子佛瑞林及佛瑞林的兒子方登戰死。索恩二世的一隻眼睛瞎了，他的長子索林因矮人與半獸人之戰爭而得到「橡木盾」的綽號，因為他在受傷後用橡木的樹枝抵擋攻擊。
在戰爭期間，許多半獸人經洛汗南下逃亡，在白色山脈建立據點，威脅洛汗的安全達兩個世紀。迷霧山脈的半獸人實際上不再對伊利雅德及羅馬尼安構成威脅，僅有少數在最高隘口附近的半獸人存活。
150年後，北方半獸人的元氣仍未恢復。第三紀元2941年，五軍之戰爆發，半獸人的人口進一步減少。在五軍之戰，阿索格的兒子波格想為父親報仇，但他被比翁所殺。

### 五軍之戰
《哈比人歷險記》描述的五軍之戰，由半獸人及座狼對抗長湖鎮的人類、幽暗密林的精靈及孤山的矮人。哈比人比爾博、巫師甘道夫、比翁及迷霧山脈的巨鷹也參戰，但並不計算在五軍裡。
許多年前，巨龍史矛革摧毀了孤山的矮人王國及鄰近富裕的河谷鎮，迫使都靈的後裔索林·橡木盾流亡。史矛革奪取了孤山及河谷鎮的寶藏，把寶藏藏在山裡，史矛革也居住在那裡。
在戰事發生之前，長湖上人類的城鎮長湖鎮受史矛革襲擊，史矛革發現了索林的探險隊，並得知長湖鎮的人類協助索林。河谷鎮統治者的後裔神射手巴德殺死史矛革，但河谷鎮已受到破壞。
西爾凡精靈得悉史矛革被殺，想分得矮人遠古的寶藏。當精靈知道了長湖鎮人類正臨的困難，遂改變了目的，支援人類。長湖鎮的人類及精靈一同前往孤山，有一些寶藏是屬於巴德的，長湖鎮人類也希望那些寶藏能彌補因史矛革所帶來的損失，但索林拒絕將寶藏瓜分。
索林等人被幽暗密林的瑟蘭督伊、巴德包圍，等待索林出來交代。索林利用孤山的大烏鴉將事件狀況傳達給鐵丘陵的丹恩二世·鐵足。丹恩二世領軍五百向孤山進發，軍中大多人都曾參與矮人與半獸人之戰爭。丹恩二世的軍隊到達後，戰爭幾乎爆發，正當他們在爭論時，甘道夫介入，稱迷霧山脈及灰色山脈的半獸人在波格的領導下發動進攻。半獸人得悉史矛革被殺，寶藏無人看守的情況下，伺機發動全面進攻。
三位指揮官都同意半獸人是他們的敵人，先暫且擱置他們之間的爭議，來聯手面對更大的威脅。他們將軍隊佈置在山脊兩邊，此處的山谷是進入孤山的必經之路。人類和矮人在同一邊，而精靈則在另一邊，一隊輕裝士兵則橫列在山谷谷口處，以引誘敵軍進攻，讓山谷兩旁的軍隊合擊。比爾博用至尊魔戒隱身，希望能避免捲入戰爭。
不久後，半獸人及座狼抵達，在起初，聯軍的策略奏效。半獸人被引入谷中，損失慘重。不過，半獸人及座狼在數量上遠超聯軍，聯軍的優勢未能維持。半獸人從山的另一廂攻上，以前後夾攻之勢向山上的聯軍進攻。雙方在山上爆發激戰，接著聽到一聲巨響。索林及他的矮人伙伴在山上推倒石牆，殺死許多半獸人。他們接著出來作戰，他們在山中得到矮人的上佳裝備，索林衝破半獸人的隊伍，直殺到波格的巨大半獸人護衛，卻被殺敗，並且被敵人包圍，迫使他把軍隊收攏成圓形防守。
自由子民的戰況逐漸轉為不妙，此時鷹王率領迷霧山脈的巨鷹抵達。比爾博是第一個發現巨鷹出現在視野範圍內的人，他情不自禁地大叫「巨鷹來了」，在附近的友軍也相繼呼喊。一名半獸人在高處扔下一塊大石，把比爾博擊昏。巨鷹把山上的半獸人拋走，讓友軍可以專注於應付山谷裡的敵軍，不須再顧慮後方，戰況再次好轉。比翁也出現在戰場，他似乎得知一支浩大的半獸人靠近，這一次他不用以往的人類外表，而以巨熊的姿態出現。比翁鑽進半獸人的隊伍裡，搶救出重傷的索林，接著比翁憤怒地擊破巨人護衛的防線，獨力殺死波格。半獸人恐慌潰逃，後來被其他友軍消滅。
索林受了致命的重傷，索林在倒地的時候，他的外甥菲力及奇力為了援護索林而被殺。戰事結束以後，索林在死前還見了比爾博一面。
其後，戰勝一方商議瓜分寶藏。比爾博把他應得的十四分之一寶藏讓給巴德，巴德以一顆巨大的家傳寶鑽回敬，巴德也得到了長湖鎮鎮長的銜頭，又把吉瑞安的翡翠送給精靈國王瑟蘭督伊。比爾博本應獲得最豐厚的報酬，因為他在旅程當中幫了其他矮人脫離許多危險，但他考慮到難以運送大批寶物回程，加上他對寶物並不熱衷，最後只接受兩箱金銀，以及一件秘銀胸甲。
動畫版的《哈比人歷險記》描述了五軍之戰，更加多索林的伙伴死於此役。
彼得·傑克森執導的電影《哈比人：意外旅程》中描述的五軍之戰，敵軍首領所採用的角色為阿索格（原著中為波格），並捨棄了座狼以換取食人妖（能夠在大太陽底下作戰，應該為丘陵食人妖）出現的場面。
TSR發行過一款以五軍之戰為背景的戰爭遊戲，由拉里·史密夫於1970年代運用硬卡紙及孤山附近的地圖作為遊戲地圖。這款遊戲被批評遊戲規則不清晰，也有人讚賞這遊戲喚起了一些有關半獸人及座狼軍隊的資料。
1985年，鐵冠公司發行遊戲《五軍之戰》，由李察·布里頓、高文·查爾頓及約翰·克羅韋爾設計，是一款以撲克牌、紙地圖進行的戰爭遊戲。
榮獲多項原獎（Origin Award）的《中土大陸戰略遊戲》（Middle-earth Strategic Gaming）以五軍之戰作為遊戲的序篇，以帶入遊戲及說明原著裡的角色和勢力。 
2005年，遊戲工場（Games Workshop）發行了一款名為《五軍之戰》的桌上電腦戰爭遊戲，由里克·普利斯特里設計，沿用的《戰錘》的遊戲規則，對象為家用玩家。

### 魔戒聖戰
魔戒聖戰是指索倫與中土大陸自由子民因爭奪至尊魔戒的控制權及中土大陸的支配權而引發的戰爭，魔戒聖戰發生在第三紀元末，與末日火山任務同時發生。魔戒聖戰是《魔戒》主線劇情。

#### 第一次艾辛河渡口之役
洛汗國王希優頓的兒子希優德注意到他的探子在艾辛格被殺，他在渡口兩邊部署防守，讓三個連的騎兵留守東岸。希優德在清晨時分率領一支主要由弓兵及騎兵組成的軍隊渡河，以圖突襲強獸人軍隊。
不過，薩魯曼蒙騙了洛汗的探子，他的軍隊經已開赴進攻渡口。在渡口以北約二十里，希優頓遭遇強獸人的先頭部隊，很快就擊破了強獸人，並對強獸人的主力部隊發動攻勢。強獸人的主力部隊停留在一道滿佈槍矛的壕溝後。艾辛格的援軍趕至，包抄洛汗騎兵。希優德慌張地命令撤退，然後強獸人軍隊不會輕易放行。統領洛汗後軍的葛林伯多次挫敗追擊的敵軍。
薩魯曼在東岸的軍隊雖數量上較少，但更為危險，軍隊由登蘭德人、座狼、半獸人及強獸人組成。東岸渡口的洛汗守軍被迫撤退，敵軍得以重渡艾辛河，襲擊希優德。希優德及他的軍隊徒步撤到一個小島，掩護葛林伯撤退。葛林伯亦從西面受到攻擊，他見到希優頓被趕至小山，於是率部下趕去，希優德試圖突圍。當葛林伯終於趕到時，希優德已經戰死，他被一名巨大的半獸人所殺，葛林伯奮力殺死了他，並捍衛希優德的遺體。艾海姆的援軍前來解救，葛林伯僅以身免。
此前，艾海姆率領四個連的軍隊向聖盔谷機動，有人回報發現兩名座狼騎士。他下令全速向渡口機動，並看到情況險峻，於是下令進攻，奪取西岸渡口。接著又向小島的方向發動攻勢，大部分強獸人都向艾辛格撤退。艾海姆見葛林伯以一敵二，守護希優德，於是衝上前殺死一個，葛林伯則解決了另一個。
當他們抬起希優德時，才發現希優德還未斷氣，並聽到他說：「把我留在這裡，守住渡口在直到伊歐墨來。」戰事在黃昏時分結束。洛汗人雖然守住了渡口，但損失慘重，並失去了指揮官。

#### 第二次艾辛河渡口之役
渡口交由西境的鄂肯布蘭德控制，在鄂肯布蘭德來交接之前，一直由葛林伯留守。艾海姆想放棄渡口，因為他認為防守薄弱，但葛林伯不想完全棄守。兩人後來達成共識。
葛林伯讓步兵留守，他們預計敵人會從東面攻擊，艾海姆的軍隊於是到那裡迎擊。
薩魯曼派出小隊，該小隊的數量已多於守軍，迫使葛林伯渡河撤退，並遭受重大損失。葛林伯在東岸渡口留守，等待艾海姆來援。薩魯曼軍隊也開始進襲葛林伯的守軍。
一些座狼騎士鑽進在兩隊守軍之間的空隙，試圖包圍艾海姆。雖然艾海姆知道葛林伯正在苦戰，但也只得向東撤退。葛林伯看到北方和艾辛格的方向出現火炬，那些是薩魯曼派遣的援軍。他棄守渡口，返回營地，並佈置一道盾牆。
儘管洛汗人被包圍，艾辛格的軍隊要擊破他們的防線也不容易。葛林伯也知道他們無法持久，而艾海姆及鄂肯布蘭德似乎無法來援，於是決定嘗試突圍。他讓騎兵全部上馬，並衝擊包圍圈的東面，弄出一個缺口，又把軍隊分成兩組，同時攻擊南北方。洛汗人趁著混亂徒步撤退。

#### 聖盔谷之戰
聖盔谷之戰是記述在托爾金的作品《魔戒》裡的虛構戰役，通常出版在第二冊《雙城奇謀》裡。戰役經過敘述在「聖盔谷之戰」一章裡，結果則在「殘骸和廢壚」裡敘述。
戰爭由巫師薩魯曼對陣以希優頓為由的洛汗人，後者已經到聖盔谷的號角堡佈防。
甘道夫幫助希優頓從懷有惡意的顧問葛力馬·巧言的影響裡解放出來，希優頓前往援助在艾辛河渡口與半獸人作戰的鄂肯布蘭德，後來發現鄂肯布蘭德的部隊已經潰散。甘道夫建議希優頓前往位於聖盔谷的號角堡，而甘道夫則離開希優頓，他沒有說明他的任務。希優頓於是率軍抵達號角堡，該處的長官是加姆林，軍隊大多老弱殘兵。洛汗首都伊多拉斯的婦女及兒童被希優頓的外甥女伊歐玟疏散到鄧哈羅。
薩魯曼的軍隊主要由半獸人、強獸人、半獸人及人類的混種人及登蘭德人組成，他們在一個暴雨的午夜到達聖盔谷。精靈勒苟拉斯及矮人金靂決定進行殺敵比賽，以殺敵數目決定勝負。
薩魯曼的大軍很快就越過第一道防線聖盔渠，迫使守軍退回要塞。守軍向敵軍密集處投石射箭，但敵軍在多次衝鋒後來到城牆下。敵軍嘗試用攻城鎚打破城門，但亞拉岡及伊歐墨率領一小隊出外擊潰攻城的敵軍。
半獸人及登蘭德人升起過百條攻城梯攀城。亞拉岡及伊歐墨鼓動疲憊的守軍抵抗登城的敵軍。一些半獸人從溝渠裡躡進城內，襲擊正忙於守城的守軍後方。在金靂的帶領下，躡進聖盔谷內的敵軍被擊敗，又堵塞溝渠。
不過，敵人再次進入溝渠，並引爆薩魯曼新發明的攻城炸彈「妖火」。守軍撤至晶洞，包括伊歐墨及金靂。
不久後，薩魯曼的大軍擊破城門，得到進入城堡的通路。這時，國王的號角響起，以希優頓及亞拉岡為首的騎士向外衝鋒，其他洛汗戰士跟在後面，掃蕩衝鋒線上的敵軍。
雙方後來發現許多野樹人堵塞了半獸人的退路。接著，騎著影疾的甘道夫及鄂肯布蘭德的一千步兵，另一些洛汗軍力則前往艾辛河渡口。到達聖盔谷的洛汗援軍投入戰場，登蘭德人很害怕甘道夫，很快就失去了戰意。半獸人開始失控，逃進野樹人的「森林」，結果全軍覆沒。
戰後，投降的登蘭德人得到國王特赦，得以回家（登蘭德人很意外，因為薩魯曼告訴他們，洛汗人會活活燒死戰俘）。洛汗人要求登蘭德人解除對洛汗的仇恨，並撤至艾辛河以西，不得攜帶武器過河。

#### 艾辛格毀滅之戰
艾辛格毀滅之戰是魔戒聖戰時期的重要一役，這標誌著薩魯曼軍隊的生產設備被摧毀。
經過長達三天的樹人會議後，樹人及野樹人動身前往艾辛格，響起驚天動地的聲響。3月2日，他們抵達艾辛格並開始進攻。他們抵達的時間對他們非常有利，因為薩魯曼已派遣軍隊向洛汗進攻，艾辛格防守空虛，僅有少量部隊留守。
當艾辛格的軍隊正在進攻洛汗時，樹人向城牆發動進攻。艾辛格的守軍以弓箭還擊，但這只會刺激樹人發動更猛烈的攻擊。在幾分鐘內，艾辛格的南城門及城牆化為灰燼。正如梅里和皮聘向朋友覆述那樣，樹人可揮拳把金屬壓扁，又可以將石頭如麵包皮般撕開。野樹人則包圍著艾辛格，殺死所有向外逃亡的半獸人。
艾辛格的外牆被摧毀後，樹人布理加拉德發現薩魯曼，於是高呼「砍樹者」，因為薩魯曼大量砍伐法貢森林的樹木用作燃料。一些樹人跟隨布理加拉德追趕薩魯曼，薩魯曼逃進歐散克塔。他開啟了噴嘴及氣孔，燒灼進入艾辛格的樹人。一名叫柏骨的樹人不幸被烈炎擊中身亡，激起了樹人的怒火。哈比人梅里及皮聘形容樹人的怒火足以震碎石頭，摧毀了艾辛格的所有建築物，但卻對歐散克塔無可奈何。
這時，樹人經商議後決定展開新一輪攻擊。他們挖掘溝渠及破壞薩魯曼的水壩，樹人及野野人將艾辛河的河水導入艾辛格，淹沒艾辛格內除了歐散克塔的一切建築物及軍備。這時，雖然薩魯曼仍在歐散克塔內，但對艾辛格的攻擊已經基本完成。
薩魯曼在聖盔谷之戰失敗，加上他的要塞艾辛格被摧毀，令他再也無法對西方造成軍事威脅，即使他仍有強大的說服力及威嚴的聲音可以構成危害。如果樹人沒有摧毀艾辛格，薩魯曼仍可利用艾辛格的少量軍力死守艾辛格，拖延時間直到恢復軍力。

#### 羅瑞安之戰
羅瑞安之戰（原著裡並沒有命名）是魔戒聖戰時期的一場戰役。這是魔多及多爾哥多的半獸人與以凱蘭崔爾為首的羅斯洛立安西爾凡精靈之間的軍事衝突，是魔戒聖戰時期其中一次規模最大的戰事。精靈的勝利使凱勒鵬得以反攻多爾哥多，索倫在幽暗密林的勢力自此結束。
原著裡並沒有說明半獸人如何渡過安都因河，而北河套是最有可能的渡河地點。多爾哥多的半獸人聯合魔多的援軍三度入侵羅斯洛立安，其中一次還得到摩瑞亞的半獸人協助。雖然托爾金並沒有詳細敘述羅瑞安之戰，只知道羅斯洛立安邊境美麗的森林遭受戰火破壞，但英勇的精靈成功阻止敵人深入森林。儘管半獸人的兵力超出精靈三倍，但半獸人三度入侵均告失敗。
羅瑞安的精靈非常善戰，但托爾金說明，羅瑞安沒有被征服的主要原因是「那裡的力量強大到沒有任何人能擊倒，除非是索倫本人親自來到。」那力量是指戴著水之戒南雅的凱蘭崔爾，被擊敗的半獸人向南逃到法貢森林，而攻入艾辛格的樹鬍及其他樹人開始防止半獸人敗軍進入洛汗。絕望的半獸人只得向東走，最終被樹人所殺，或者淹死在安都因河。
接著，凱勒鵬及凱蘭崔爾率領軍隊以精靈小船渡過安都因河，進入幽暗密林並進攻多爾哥多。凱蘭崔爾以她的力量掃蕩多爾哥多，終止了森林內的邪惡勢力。伊力薩王的凱歌亦傳達到西爾凡精霝那裡。4月6日，剛在幽暗密林之戰取得勝利的瑟蘭督伊會合凱勒鵬。
幽暗密林的領土被瑟蘭督伊（取得幽暗密林北部）、比翁（居住在幽暗密林中部）及凱勒鵬（領土擴張到幽暗密林南部）瓜分，凱勒鵬將幽暗密林南部命名為「東羅瑞安」。雖然精靈獲得勝利，但他們在中土大陸的角色逐漸淡化。在第三紀元末，凱蘭崔爾離開中土大陸。

#### 幽暗密林之戰
幽暗密林之戰發生在第三紀元末的魔戒聖戰時期。
幽暗密林之戰是魔戒聖戰的主要戰役。多爾哥多的半獸人意圖擊敗精靈，攻佔幽暗密林，但最終失敗。在北方戰線，索倫的主要目的是進攻羅斯洛立安，所以多爾哥多的主要兵力都用以進攻羅斯洛立安，其他的兵力則用以對抗瑟蘭督伊的精靈勢力，以確保側翼。在索倫的計劃裡，他的東方人盟友也會參與進攻瑟蘭督伊，因此索倫才放心讓多爾哥多將進攻焦點放在羅斯洛立安。不過，東方人正忙於圍攻孤山的矮人，未能赴援。幽暗密林內爆發激戰，受戰火摧殘，樹木被點燃。國王瑟蘭督伊帶領精靈取得勝利，擊敗半獸人，索倫敗亡後，瑟蘭督伊進軍多爾哥多，援助凱蘭崔爾攻陷多爾哥多。
在第二紀元末發生的最後同盟戰役，巨綠林的西爾凡精靈起兵參與達哥拉之戰及圍攻巴拉多。他們在戰爭裡損失慘重，折損三分之二兵力。瑟蘭督伊率殘軍返回綠葉森林，這支殘軍足以讓一支二千人的半獸人不敢攻擊他們。接近第三紀元末，瑟蘭督伊匆忙調軍救援河谷鎮，參與五軍之戰，由約二千至三千兵弓兵及矛兵組成。至於在魔戒聖戰時期，瑟蘭督伊起初處於被動，但仍能調配他的所有兵力。

#### 奧斯吉力亞斯之戰
奧斯吉力亞斯之戰是帕蘭諾平原戰役的前哨戰。
在此前，索倫已經恢復他的軍事力量，準備對中土大陸發動進攻。他計劃先攻擊最具威脅的剛鐸。在進攻剛鐸首都米那斯提力斯之前，索倫必須先攻陷剛鐸前首都、處於安都因河戰略重地的奧斯吉力亞斯。渡河的渡口位於奧斯吉力亞斯，是百里範圍內唯一一處可供大規模軍隊渡河的途徑（凱爾安卓斯及佩拉格也可以是渡河的地點，但奧斯吉力亞斯最為直接）。如果索倫能夠攻陷奧斯吉力亞斯，他的軍隊便可以暢通無阻地渡河，並將戰略目標鎖定在米那斯提力斯。
事實上，自伊力西安落入索倫手中後，對奧斯吉力亞斯控制權的爭戰已持續了近一個世紀。米那斯提力斯受加固城牆拉馬斯安澈保障，城牆環繞帕蘭諾平原，並連接奧斯吉力亞斯，幹道堡壘設在奧斯吉力亞斯，雖然奧斯吉力亞斯早已淪為廢墟，但幹道堡壘仍有剛鐸士兵駐守。由於剛鐸國力衰弱，堡壘外牆已失修。
第三紀元3018年6月，魔多向奧斯吉力亞斯發動新一輪攻勢。奧斯吉力亞斯東岸迅速被半獸人攻佔，守在西岸的波羅莫截斷了連接兩岸的橋樑，中斷了半獸人的攻勢。剛鐸仍保有城西。魔多的這一次攻勢很可能只是試探剛鐸的防守。波羅莫趁著魔多暫時停止攻擊而離開剛鐸，到瑞文戴爾參與會議，發表他及他的弟弟那個有關至尊魔戒的夢境，也自此一去不返。
在這段時間，波羅莫的弟弟法拉墨率領游擊隊深入被魔多佔據的伊力西安，伏擊向黑門移動的敵人。佛羅多及山姆曾經目睹他們攻擊哈拉德林人。
魔多及米那斯魔窟發出訊號，標誌著索倫開始向中土大陸進攻。奧斯吉力亞斯之戰是南部戰線的首場戰役。
在奧斯吉力亞斯受襲之前，剛鐸攝政王迪耐瑟命法拉墨領軍往奧斯吉力亞斯駐守。甘道夫從米那斯提力斯趕往奧斯吉力亞斯，支援法拉墨。早在數個月前，在奧斯吉力亞斯東岸的半獸人已秘密建造大量船筏，並且得到增援，他們成群橫渡安都因河，向剛鐸保有的城西進發。
法拉墨在激戰下被迫撤退，先退到幹道堡壘，他們雖然拖延了敵軍，但遭受很大的損失。半獸人炸毀防牆，法拉墨只好向米那斯提力斯撤退。法拉墨在與一位南方人騎兵撕鬥時被南方人的毒箭所傷，又被戒靈的黑之吹息所傷，情況危殆。迪耐瑟令印拉希爾率騎兵救援。與此同時，半獸人在奧斯吉力亞斯修建被破壞的橋樑。由魔多而來的主力部隊已經抵達奧斯吉力亞斯，佛羅多曾看到他們離開米那斯魔窟，但這只是其中一支由魔多而來的軍隊，規劃更浩大的軍隊從黑門趕來，在奧斯吉力亞斯會合，並進入西岸，而凱爾安卓斯亦已被魔多攻陷，後來，一些魔多軍隊從凱爾安卓斯向米那斯提力斯進發。
奧斯吉力亞斯已經完全落入索倫手上，規模浩大的軍隊經奧斯吉力亞斯進攻米那斯提力斯，導致帕蘭諾平原戰役的爆發。

#### 帕蘭諾平原戰役
帕蘭諾平原戰役是剛鐸及其盟友與索倫在米那斯提力斯進行的戰爭。托爾金在《魔戒三部曲：王者再臨》詳述了這一戰役。
帕蘭諾平原戰役是魔戒聖戰的核心部分，標誌著第三紀元即將終結。帕蘭諾平原戰役於第三紀元3019年3月15日在米那斯提力斯與安都因河之間的帕蘭諾平原爆發。
關於帕蘭諾平原戰役的概念發展及歷史在《中土世界的歷史》的第四部裡記載。
奧斯吉力亞斯淪陷後，米那斯提力斯遭到圍攻。剛鐸攝政王迪耐瑟的兒子法拉墨在撤退至米那斯提力斯期間受到重創，迪耐瑟因而感到絕望，不願意離開兒子身邊，於是由甘道夫指揮防務。同時，魔多的大軍在米那斯提力斯前的帕蘭諾平原聚集，黑暗蒙蔽著太陽，戒靈騎著墮落飛獸在戰場上空盤旋，造成守軍士氣動搖。
經過一輪投石器及攻城塔的攻擊後，索倫的大軍用攻城鎚葛龍得攻破城門。安格馬巫王在晨曦時份進入米那斯提力斯，遇上甘道夫。這時，洛汗人到達，並投入戰鬥。
安格馬巫王（戒靈之首）領導米那斯魔窟的索倫軍隊在數量上遠超剛鐸及其盟友的聯軍。索倫的軍隊當中包括來自哈拉德威治的南方人，他們連同巨大的猛瑪作戰，還有盧恩的東方人及侃德的維瑞亞人，以及大量半獸人及食人妖。托爾金形容為「這座山谷中也沒有出現過這麼強大的兵力。安都因河從未沒有目堵過這麼邪惡和浩大的陣容，而且這只不過是魔多諸多兵力的其中一支罷了。」
守軍明顯地顯得兵力薄弱。在奧斯吉力亞斯兵敗時，托爾金說明法拉墨被遠超十陪的兵力擊敗，折損三分之一兵力。托爾金也有說明一些剛鐸地區向首都增援，援軍人數約為三千，當中較為著名的有來自多爾安羅斯，由親王印拉希爾率領的騎士及步兵剛鐸沿岸城鎮也遭到昂巴海盜襲擊，所以從這些城鎮裡派來的援軍不多。
六千名洛汗騎士在黎明時分抵達 ，另亞拉岡率領北方遊俠解救了沿岸城鎮，從這些城鎮騰出來的二千人從河道來援，還有登哈洛的亡者。洛汗人援軍的數量超出哈拉德林人三倍。
甘道夫阻止安格馬巫王進入米那斯提力斯，這時，戰爭才真正地爆發。
攻城鎚葛龍得打破了城門後，安格馬巫王「就這麼走進了從未有敵人踏入的門內」。甘道夫騎在影疾上，擋在安格馬巫王的前方。兩人正準備搏鬥時，公雞啼叫，洛汗人的號角響起，他們得到督伊頓森林的野人協助，得以繞過索倫的眼線。
經過洛汗騎士的掃蕩後，很多魔多大軍的攻城武器及營地都被破壞，哈拉德林人的騎兵也被擊敗，洛汗人控制了城外的戰局。安格馬巫王騎著墮落飛獸直擊希優頓。雪鬃被殺，它在倒下的時候壓倒了希優頓。
希優頓的甥女伊歐玟（偽裝為德海姆）挑戰安格馬巫王。在很久以前，安格馬巫王被預言「不會死於男人手上」。伊歐玟在與安格馬巫王搏鬥期間受了重傷，在她身邊的哈比人梅里用魔法劍刃刺擊安格馬巫王，由於該劍刃被加持了特殊魔法，所以強如安格馬巫王也受了不輕的傷。接著伊歐玟「將寶劍刺進皇冠和斗篷之間的位置」，殺死安格馬巫王。梅里及伊歐玟手上的武器曾經攻擊過安格馬巫王那不死的身體，因此而毀壞。
希優頓在死前仍不知他的甥女伊歐玟就在他身邊。伊歐玟的弟弟伊歐墨發現了希優頓的遺體及昏迷的伊歐玟，他憤怒地率領騎兵衝入敵軍。印拉希爾及其他米那斯提力斯的軍官領導城內的所有兵力投入戰爭。印拉希爾發現伊歐玟還在生，伊歐玟及梅里被一同送入城中救治，戒靈的黑之吹息令他們患上重病，就像之前的法拉墨一樣。他們在攻擊安格馬巫王後，手臂冰冷麻痺，伊歐玟的一只手臂骨折。
在洛汗人抵達之前，迪耐瑟認為法拉墨已藥石無效，於是準備與法拉墨一起自焚。哈比人皮聘、守衛貝瑞貢及甘道夫合力搶救了法拉墨，但卻不及阻止迪耐瑟自殺 。托爾金曾暗示，如果甘道夫不去阻止迪耐瑟自焚，而去協助洛汗人，希優頓或許可以得救。
雖然漸漸天明，但戰況對剛鐸聯軍卻十分不妙。魔多大軍的軍官葛斯摩驅令援軍在前，魔多的主力部隊則緊隨著哈拉德林人的猛瑪。伊歐墨陷入重圍，正當在準備固守時，他看見安都因河上有一隊黑帆的艦隊，他認得到那些是昂巴海盜的船隻，似乎是敵人的援軍。不過，這些船隻實際上是由矮人金靂、精靈勒苟拉斯、亞拉岡及他的北方遊俠、伊萊丹及伊羅何以及南剛鐸的軍隊所操控。大部分的魔多軍隊都夾在亞拉岡及伊歐墨的軍隊之間，於是戰況逆轉，戰事持續至晚間。帕蘭諾平原戰役的勝利使聯軍贏得短暫的喘息，直至黑門之戰爆發。
多位畫家曾以帕蘭諾平原戰役為藍本繪畫，包括艾倫·李（Alan Lee）、約翰·豪（John Howe）、勒得布蘭兄弟（Brothers Hildebrandt）、泰德·內史密斯（Ted Nasmith）。
《中土世界的歷史》的第四冊「索倫敗亡」含有帕蘭諾平原戰役的其他版本。一些情節有明顯的差別。例如，希優頓被擊中心臟而死，而非被戰馬壓死；當伊歐玟揭示她的性別時，她把頭髮剪短，最終版本卻沒有。托爾金甚至曾經考慮讓希優頓和伊歐玟都戰死。
多部刊物就帕蘭諾平原戰役發表評論及分析。
托爾金學者珍妮·布倫南·哥夫的著作《托爾金的戰爭與工藝》剖析第一次世界大戰及第二次世界大戰對托爾金奇幻著怍的影響以及他對戰爭的取向。
米高·多特在《托爾金研究》裡發表的《托爾金的寫作風格及其文學修辭的影響》分析托爾金的寫作風格及其來自《李爾王》的影響。多特又利用《中土世界的歷史》的材料來寫出故事事件的進程。
李察·馬菲士的《奇幻作品：文學想象力》亦有分析帕蘭諾平原戰役，得出「魔法元素的美妙運用及將深邃的目光融入不可或缺的現實人類」的結論。

#### 河谷鎮之役
河谷鎮之役是英國作家托爾金奇幻作品《魔戒》裡的虛構戰爭，屬於魔戒聖戰的一部分。在更早時同一地點爆發了一場戰爭，該戰爭導致矮人王國的重建，稱為五軍之戰。
孤山矮人及河谷鎮的人類不接受索倫的統治，也不願意加入索倫的聯盟。當索倫舉軍入侵剛鐸時，東方人亦在北方開始策動攻勢，牽制敵軍。
第三紀元3019年3月17日，索倫派遣東方人進攻河谷鎮。河谷鎮國王布蘭德及孤山國王丹恩·鐵足組成聯軍迎戰。雖然聯軍擁有矮人打造的上佳兵器，但敵軍數量浩大。經過三天的激戰，聯軍退守孤山，由布蘭德及丹恩·鐵足親自率領的戰士在孤山下作戰英勇，孤山幸保不失，但丹恩為了援護布蘭德而戰死，孤山被圍。
3月25日，剛鐸及洛汗聯軍在南部戰線擊敗了索倫的主力部隊，使仍在北方作戰的東方人失了主心。河谷鎮及孤山的新國王巴德二世及索林三世見敵軍士氣受挫，於3月27日率軍奮力突圍，擊敗東方人。
此戰對中土大陸的未來意義重大，因至尊魔戒的命運直接促成魔戒聖戰的結果，故此戰沒有改變魔戒聖戰的結果。由於索倫分兵進攻羅瑞安及瑞文戴爾，如果索倫的東方人軍隊迅速取得勝利，可讓他們跟多爾哥多的軍隊裡應外合進攻幽暗密林，造成極大的破壞，遠至伊利雅德也可能會被摧毀。
戰後，河谷鎮得到重建，巴德二世及索林三世均遣使參與伊力薩王的加冕禮。後來，曾與亞拉岡並肩作戰的金靂帶領許多矮人南下，在聖盔谷的閃耀洞穴愛加拉隆殖民。
小說《魔戒三部曲：王者再臨》的附錄記載了此戰。

#### 黑門之戰
黑門之戰是發生於第三紀元末魔戒聖戰時期的一場戰役。托爾金的奇幻小說《魔戒》的第三部《魔戒三部曲：王者再臨》記述了黑門之戰的事件經過。
黑門之戰是魔戒聖戰時期對抗索倫的最終一戰，戰事在黑門爆發。亞拉岡所率領的西方部隊向黑門進軍，以分散索倫對佛羅多及山姆的注意力，佛羅多及山姆攜帶著至尊魔戒穿越魔多。西方希望能誤導索倫，讓索倫以為亞拉岡是至尊魔戒持有者，正運用至尊魔戒推翻魔多。在行軍期間，雖然亞拉岡仍未加冕為皇，但亞拉岡讓傳令官用「伊力薩王」的名號公然挑戰索倫。
以亞拉岡等人為首的剛鐸及洛汗聯軍約7000人，一些則留守米那斯提力斯，3000名洛汗人在艾海姆的率領下向堵塞在前往安諾瑞安道路上的敵軍進發，當中僅有一千人是騎兵。
在岔路上，亞拉岡率小隊往米那斯魔窟偵察，並在魔窟谷縱火，又遣一些弓兵留守岔路。
後來，他們在早前法拉墨及其游擊隊伏擊哈拉德林人的地方遭到半獸人及東方人伏擊，但很快就擊退了他們。事實上，半獸人及東方人故意示弱，誘使他們認為索倫的軍隊無法發動強大的攻勢。一些感到恐懼的士兵則被遣至凱爾安卓斯，前往收復該要塞。最後能夠抵達黑門的西方部隊不足六千人。
在開戰之前，索倫派遣他的奴僕黑暗努曼諾爾人索倫之口與西方的領袖談話。他企圖讓甘道夫相信索倫經已俘獲佛羅多，展示出佛羅多及山姆的物件（山姆的佩劍及斗篷、佛羅多的秘銀鎧衣）。索倫之口並威脅，如果西方不接受索倫的條件，佛羅多將會受到折磨（顯示索倫知道有哈比人在魔多境內，但不知道其目的）。甘道夫並沒有因此而動搖，他從索倫之口那裡奪回那些物件，並趕走他。驚訝和憤怒的索倫之口返回黑門，同時索倫的軍隊開始行動，埋伏在黑門四周山地裡的索倫軍隊也出現了，將西方部隊包圍，索倫軍隊的數量至少遠超西方部隊十倍之多，指揮官不明。西方部隊在黑門前的兩座山丘上佈防，亞拉岡、甘道夫及愛隆的兒子都在左邊的山丘，伊歐墨、印拉希爾則在右邊。
對抗西方部隊的由大批半獸人、食人妖及索倫的人類同盟如東方人、哈拉德林人等組成，索倫軍隊具體數量並沒有交代，托爾金說西方部隊被「數十倍的敵人包圍」，推斷數量超過六萬。變種食人妖歐羅海更是首度亮相。
在雙方交戰期間，作為米那斯提力斯城堡守衛的哈比人皮瑞格林·圖克奮力殺了一名食人妖酋長。八名戒靈在西方軍隊上空盤旋，以制造恐慌及混亂。以風王關赫為首的迷霧山脈巨鷹抵達，並與戒靈撕鬥。此時，所有希望似乎已經失去，佛羅多戴了至尊魔戒，索倫馬上意識到佛羅多在末日火山內，戒靈離開戰場趕往攔截佛羅多。咕嚕將佛羅多戴有至尊魔戒的手指咬斷，咕嚕及至尊魔戒意外地墮入末日裂縫，索倫的力量亦隨之摧毀。
戒靈飛到末日火山之的上空，卻遇到劇烈的火山爆發，結果被消滅。巴拉多、黑門及牙之塔也崩塌了，因為它們是以至尊魔戒的力量所建造的，索倫的肉身再次死亡，而且是最後一次。天空的陰影被強風吹散。自紀元開始時便寄身於一個高大人形的索倫靈魂只得永遠軟弱地遊蕩。
半獸人及索倫旗下因索倫的敗亡而開始潰散，被西方軍隊輕易擊敗，一些在自相殘殺，一些則逃到陰暗的地方匿藏。那些自傲的東方人及哈拉德林人仍奮勇地作戰，但最終亦只得棄械投降，後來亞拉岡釋放了他們，消除了他們對剛鐸的憤恨。
在其後的數週，對抗索倫的戰事依然在北方持續，如幽暗密林、羅斯洛立安、多爾哥多及孤山，但索倫的力量已蕩然無存。
多個月後，對抗薩魯曼的臨水之戰在夏爾爆發，結果薩魯曼及葛力馬·巧言被殺，魔戒聖戰結束。

#### 臨水之戰
臨水之戰是英國作家托爾金奇幻小說《魔戒》裡發生的虛構戰役。在「收復夏爾」一節內有詳細說明。
臨水之戰的參戰方是夏爾的哈比人，另一方是以薩魯曼為首的流氓，他們稱薩魯曼為「薩基」（半獸人語sharkû的別號，解作老人）。臨水之戰是魔戒聖戰的最後一役，哈比人由剛鐸及洛汗的護衛梅里雅達克·烈酒鹿及皮瑞格林·圖克領導。梅里殺了一名很像半獸人的流氓首領。
臨水之戰爆發於夏爾曆1419年，是魔戒聖戰時期的最後一次軍事衝突，是自夏爾建立以來第二次在夏爾境內爆發的戰爭，前一次是綠原之戰（Battle of Greenfields），爆發於夏爾曆1147年。
薩魯曼派遣一批流氓前往鎮壓哈比人在臨水路的起義，哈比人的斥候探得消息，哈比人遂設計包圍流氓，利用馬車設置路障，當流氓到達時，將前後的去路堵住，流氓嘗試突圍，但遭哈比人圍攻，哈比人最終獲勝。
夏爾的哈比人是由梅里和皮聘召集的，他們在魔戒遠征隊的旅途及魔戒聖戰期間激起了他們的勇氣，人們都相信他們的能力，因此他們能整合哈比人對抗入侵者。嚴格來說，皮聘仍是剛鐸的護衛，伊力薩王沒有解除他的職務，但卻容許他離開，伊力薩王已成為國王，國境已延至北方，包括夏爾，因此，皮聘認為伊力薩王一定會支持這次起義。山姆·詹吉也參與了戰爭，佛羅多·巴金斯都在現場，但卻沒有參與戰事，他負責確保丟下武器投降的流氓沒有被殺（他的一生沒有殺過任何人，只擊傷古墓屍妖及洞穴食人妖）。
翌日，佛羅多等人帶領哈比人抵達哈比屯，遭遇薩魯曼，佛羅多驅逐薩魯曼，葛力馬·巧言受薩魯曼的嘲笑而崩潰，在袋底洞前殺了薩魯曼，佛羅多反應不及，葛力馬·巧言被亂箭射死，魔戒聖戰結束在佛羅多旅程開始的位置。